# Philipp Caspar Lamprecht

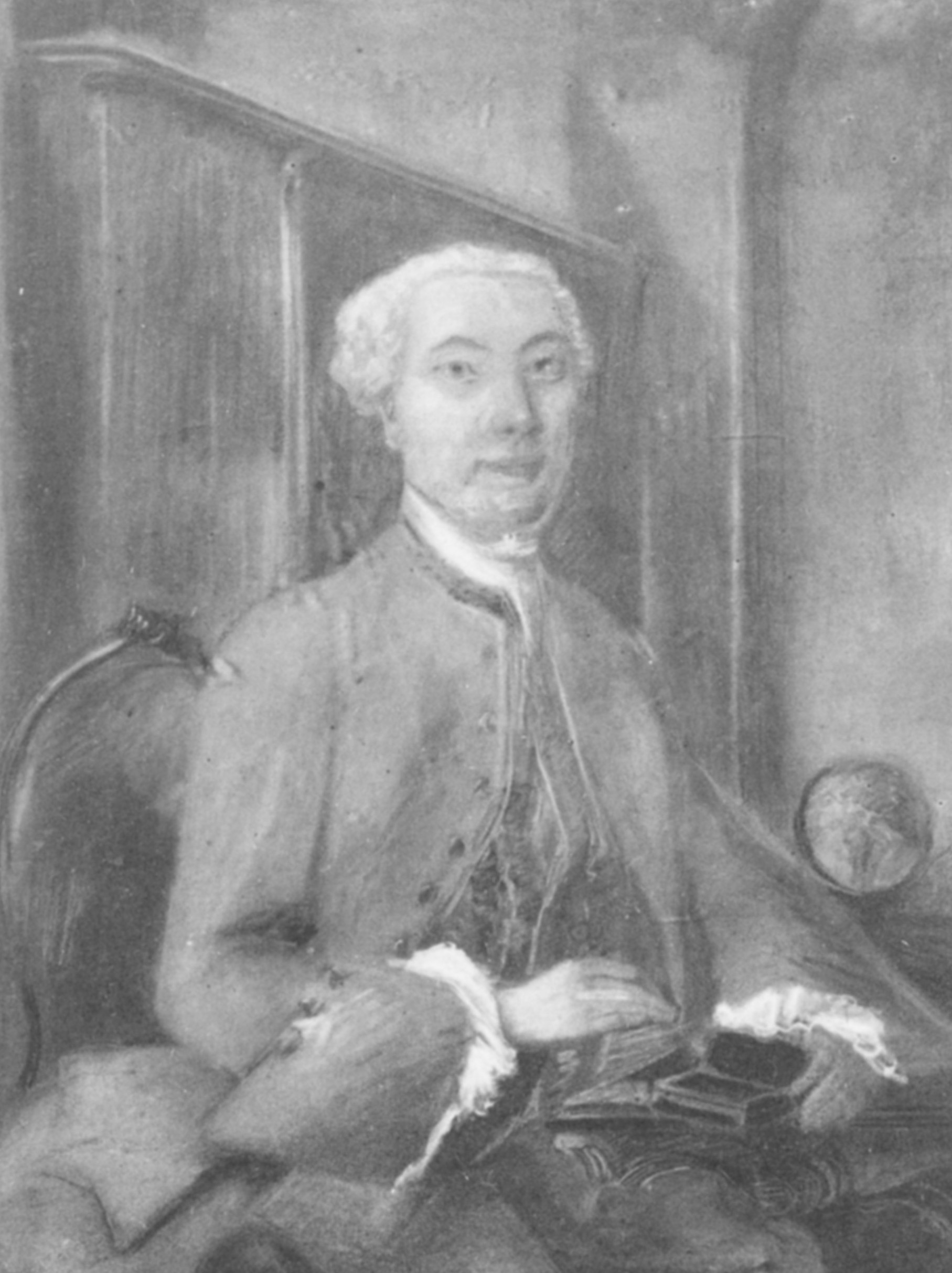
Philipp Caspar Lamprecht

Philipp Caspar Lamprecht (* 23. Januar 1695 in Basthorst; † 7. Juli 1757 in Lübeck) war Advokat und Ratsherr der Hansestadt Lübeck. 

## Leben
Lamprecht wurde als Sohn des Pastors Christian Andreas Lamprecht im Lauenburgischen Basthorst geboren und studierte 1713–16 an den Universitäten Jena und Halle. Nach Tätigkeiten als Hauslehrer in Ratzeburg wie in Rendsburg promovierte er 1736 an der Universität Kiel zum Dr. jur. Er heiratete eine Kaufmannswitwe und wurde 1744 gemeinsam mit Michael Gottlieb Vermehren in den Rat der Stadt gewählt. Seine Haupttätigkeit für die Stadt Lübeck lag in der Abwicklung des Möllner Prozesses, der seit 1722 von König Georg II. von Großbritannien in seiner Eigenschaft als Kurfürst von Hannover und Erbe des Herzogtums Sachsen-Lauenburg fortgeführt wurde, nachdem der zuvor befasste Lübecker Ratssyndicus Johann Schaevius 1743 verstorben war. Lambrecht war neben den befassten späteren Bürgermeistern Johann Friedrich Carstens und Daniel Haecks der eigentliche Verhandlungsführer in der Auseinandersetzung um die Möllner Pertinenzien, die mit dem Vergleich mit Kurhannover im Jahr 1747 im Wesentlichen beendet wurde, und vertrat die Stadt bei den Verhandlungen in Ritzerau und Hannover. Die Gegenposition wurde von dem hannoverschen Archivdirektor Johann Gottfried von Meiern begründet.
Sein Bruder Dominicus Gerhard Andreas Lamprecht wurde lutherischer Geistlicher und war als Nachfolger seines Vaters 1718–1754 Pastor an der Kirche der Lübecker Exklave Nusse.